# Шукша (приток Мезени)
Шукша (в верхней половине — Левая Шукша) — река в России, течёт по территории Мезенского района Архангельской области. Устье реки находится в 65 км по левому берегу реки Мезень. Длина реки составляет 39 км. Юго-восточнее устья реки находится посёлок Затон Каменского городского поселения. Напротив устья Шукши на правом берегу Мезени находится деревня Лампожня.
На 21 км справа в Шукшу впадает Правая Шукша.
Через Шукшу проходит зимник от посёлка Каменка до деревни Кимжа.

## Данные водного реестра
По данным государственного водного реестра России относится к Двинско-Печорскому бассейновому округу, водохозяйственный участок реки — Мезень от водомерного поста деревни Малонисогорская и до устья. Речной бассейн реки — Мезень.
Код объекта в государственном водном реестре — 03030000212103000050558.